# David Duguid (homme politique)
David James Duguid, né le 8 octobre 1970 à Turriff, est un homme politique britannique, membre du Parti conservateur.
Il est député pour Banff et Buchan de 2017 à 2024.

## Biographie
Il fait ses études à la Banff Academy  et à l'Université Robert Gordon, où il étudie la chimie. Avant d'entrer en politique, Duguid travaille comme ingénieur pour BP et comme chef de projet pour Hitachi Consulting. 
Il est élu pour la première fois en 2017, battant le sortant, Eilidh Whiteford, par plus de 2000 voix.  Il est réélu avec une majorité accrue et plus de 50% des voix lors des élections de décembre 2019. En juin 2020, il est nommé sous-secrétaire d'État parlementaire auprès du secrétaire d'Etat à l'Écosse et whip du gouvernement, succédant à Douglas Ross.